# Chimarra anoaclana
Chimarra anoaclana är en nattsländeart som först beskrevs av Malicky 1978.  Chimarra anoaclana ingår i släktet Chimarra och familjen stengömmenattsländor. Inga underarter finns listade i Catalogue of Life.